# Chi Hồng môn
Anthurium là một chi thực vật có hoa trong họ Ráy Chi này có khoảng 600–800 (có thể lên đến  1.000) loài và là một trong những chi có nhiều thành viên nhất của họ Ráy. Anthurium được phát hiện năm 1876 ở Colombia.

## Loài
Xem danh sách đầy đủ tại: Danh sách các loài Hồng môn
Schott, trong quyển Prodromus Systematis Aroidearum (1860), đã nhóm các 183 loài hiện nay vào trong 28 đoạn. Năm 1905 Engler đã xem xét lại và xếp chúng vào 18 đoạn. Năm 1983 Croat & Sheffer đưa ra các đoạn sau:
- Belolonchium
- Calomystrium
- Cardiolonchium
- Chamaerepium
- Cordatopunctatum
- Dactylophyllium
- Decurrentia
- Digitinervium
- Gymnopodium
- Leptanthurium
- Pachyneurium
- Polyphyllium
- Polyneurium
- Porphyrochitonium
- Schizoplacium
- Semaeophyllium
- Tetraspermium
- Urospadix
- Xialophyllium

## Hình

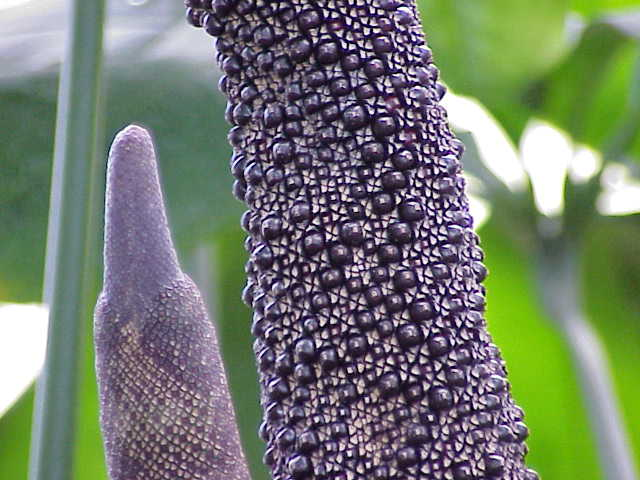
Bầu hạt của Anthurium digitatum
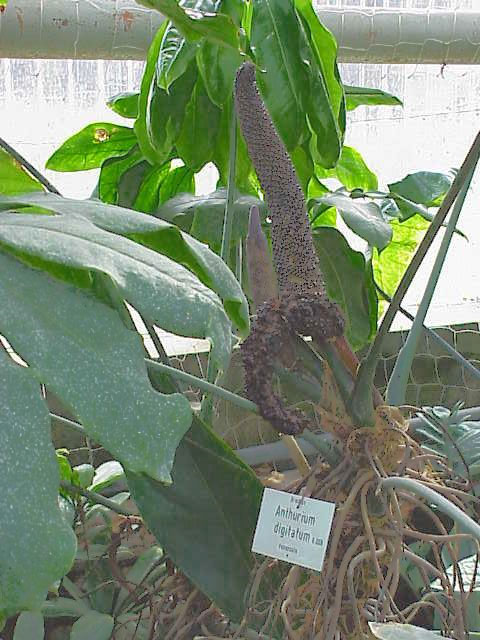
Anthurium digitatum
Anthurium andreanum
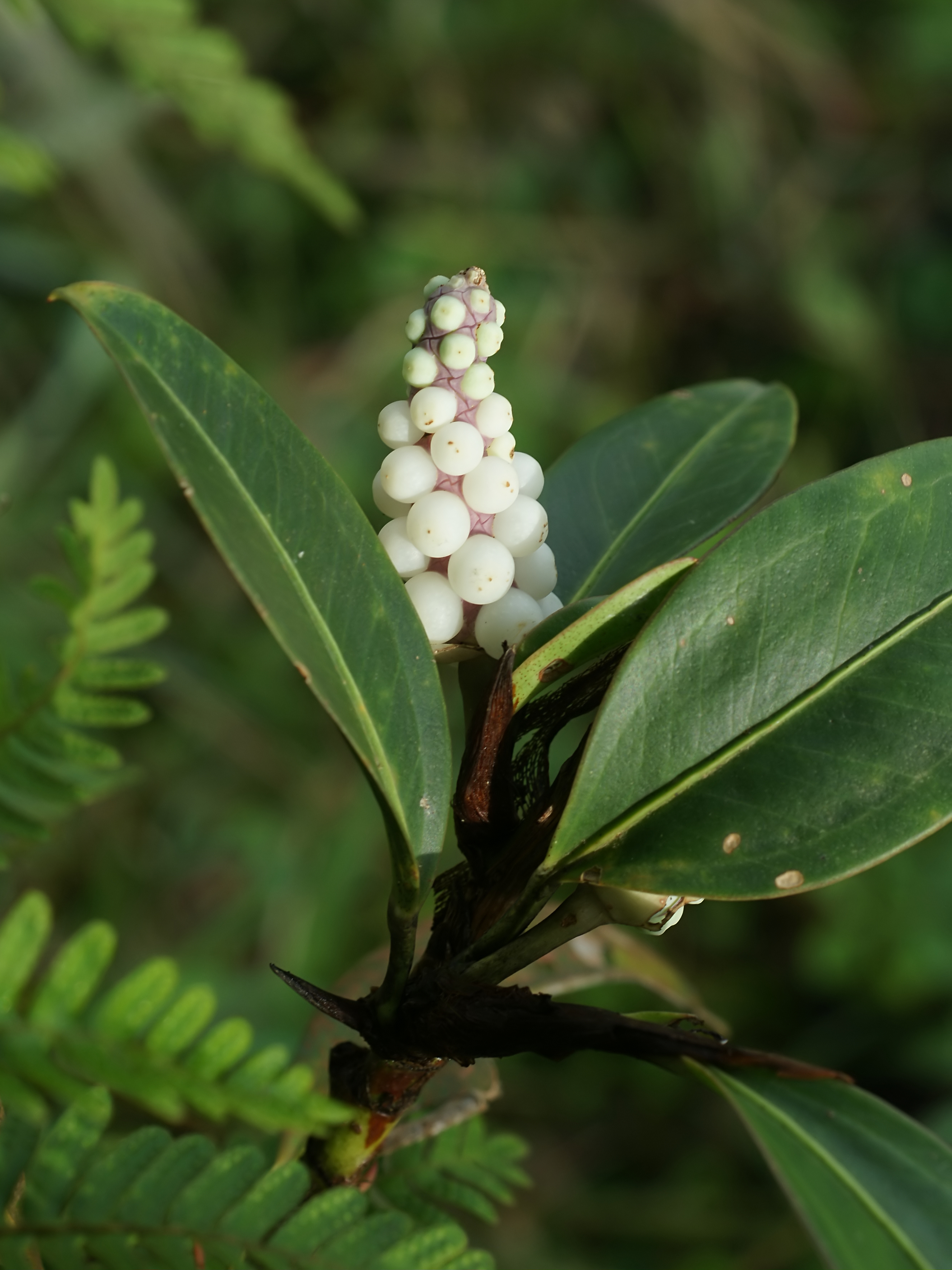
Anthurium obtusum
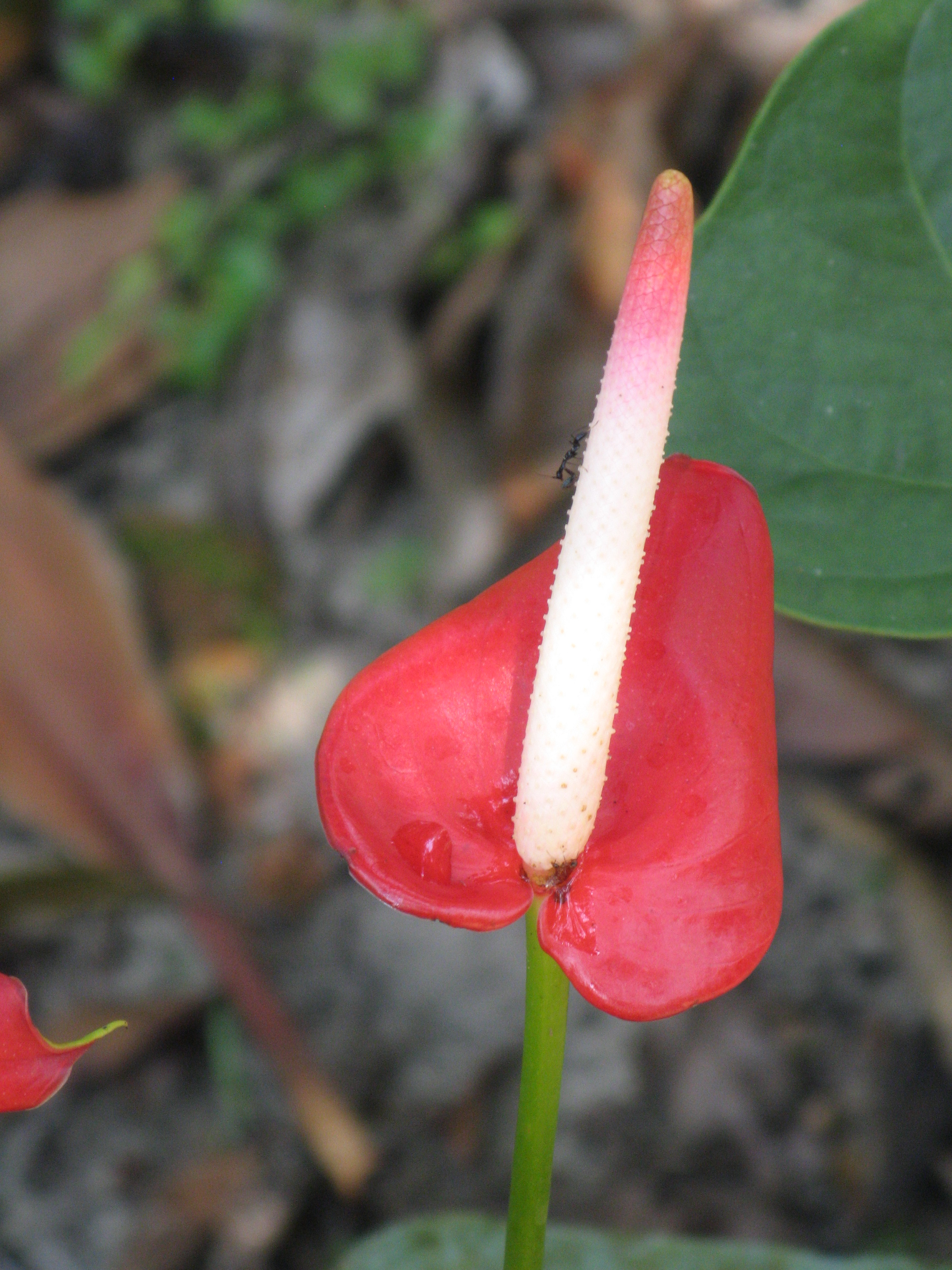
Hoa của hồng môn
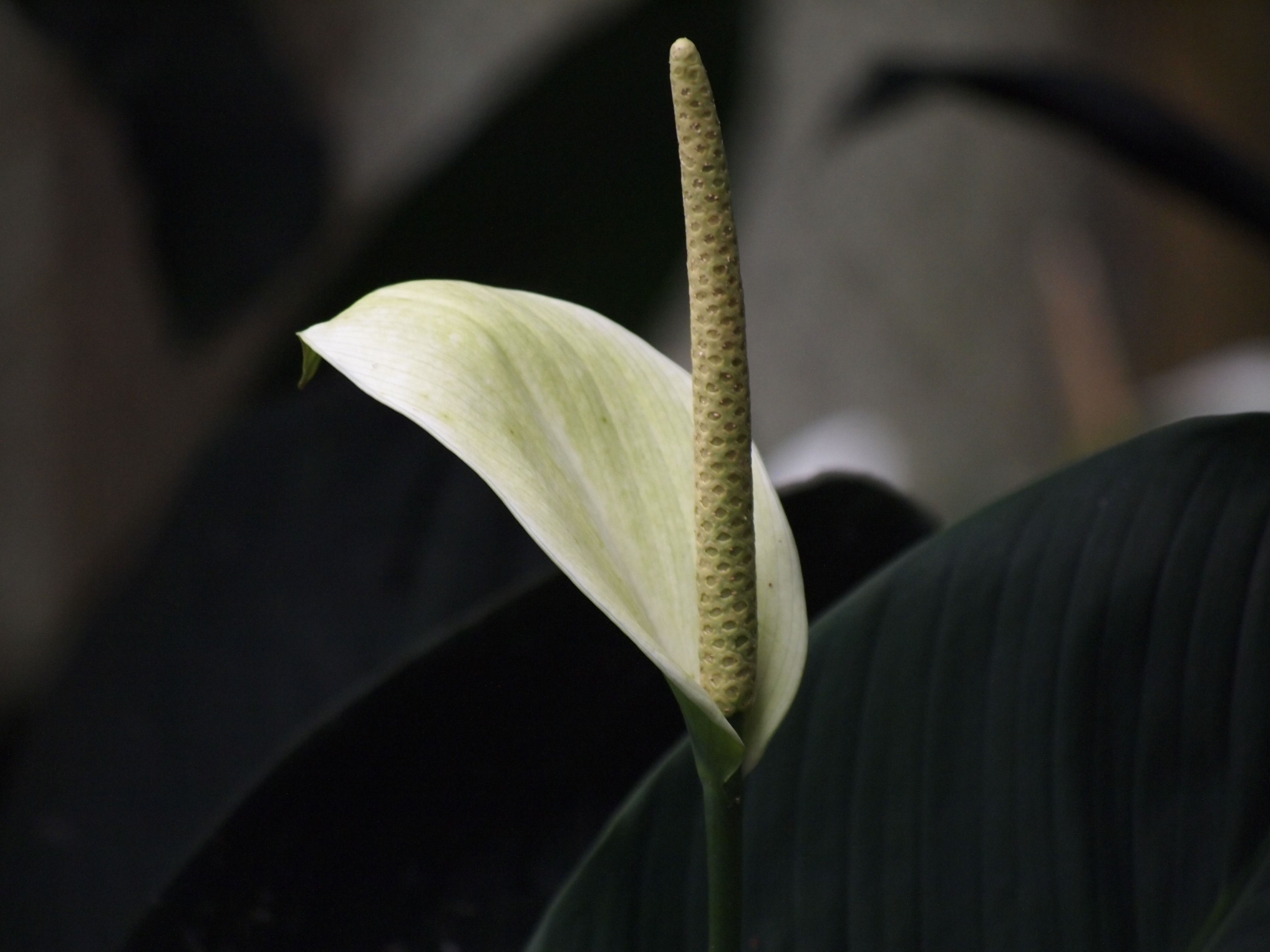
Một loài hồng môn ở Malaysia
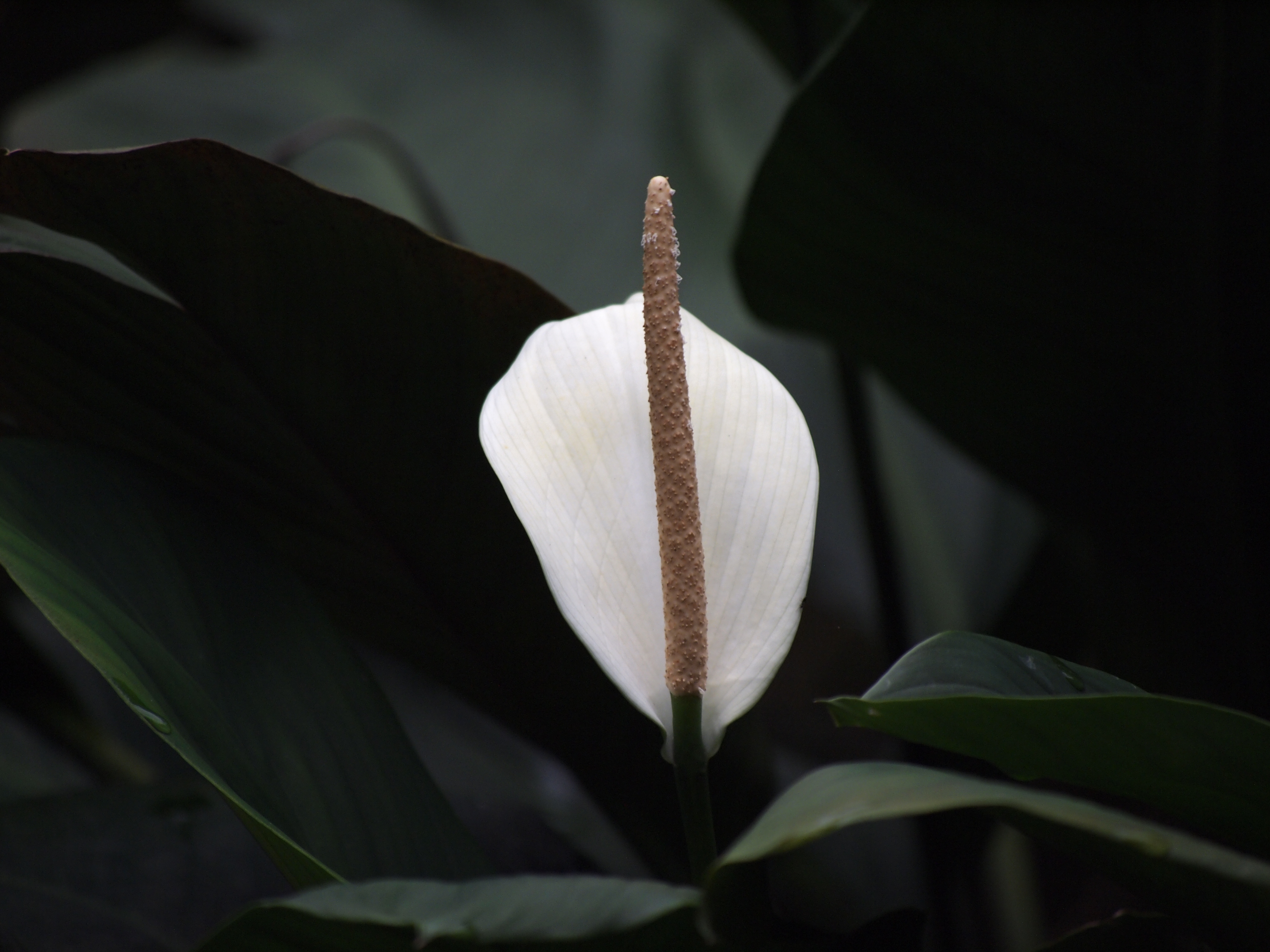
Một loài hồng môn ở Malaysia
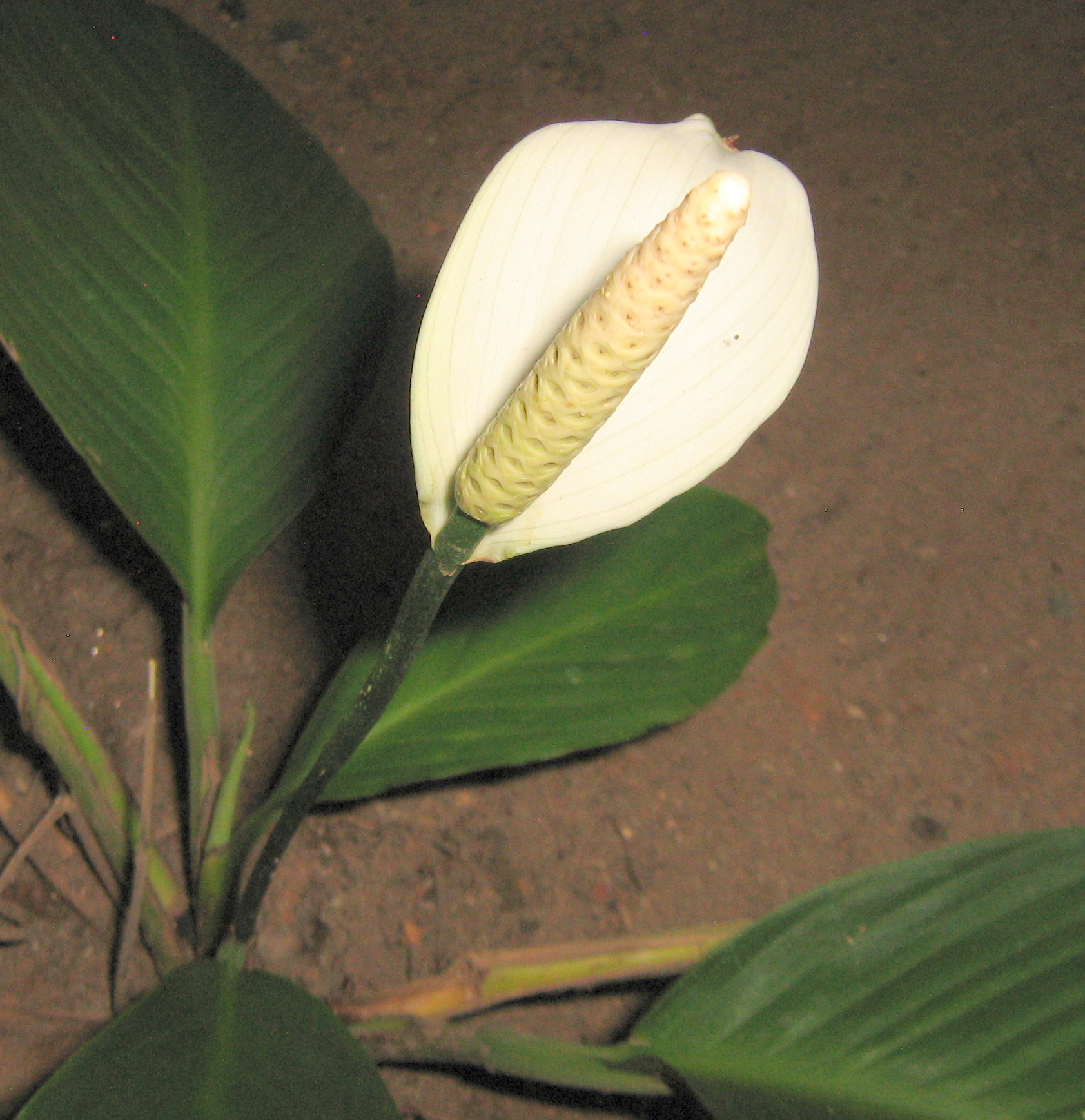
Một loài hồng môn ở Kerala
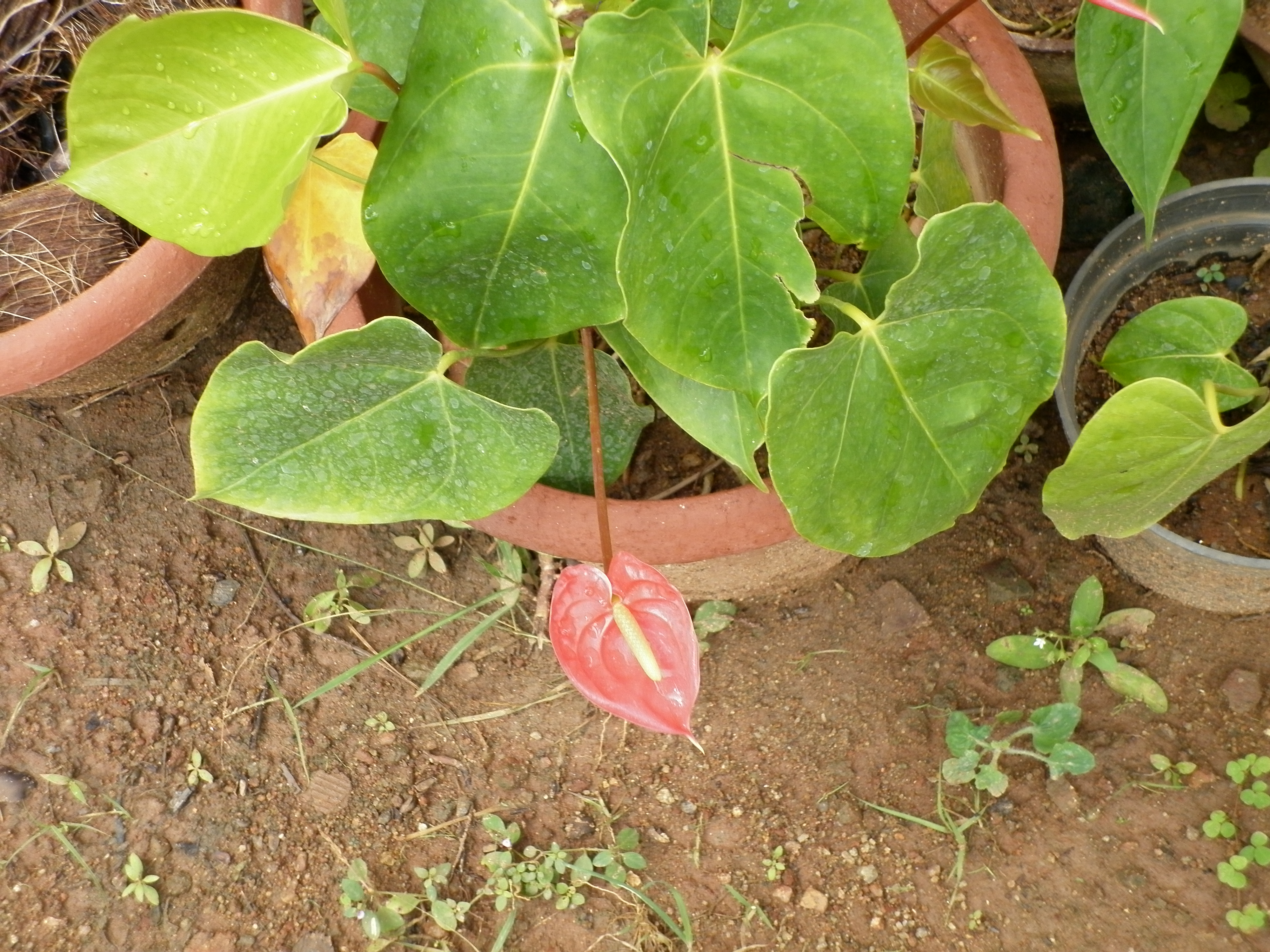
Một loài hồng môn ở Kanyakumari